# علیاگا، تارساس
علیاگا، تارساس (به لاتین: Aliağa, Tarsus) یک منطقهٔ مسکونی در ترکیه است که در استان مرسین واقع شده‌است.

## خصوصیات
علیاگا ۷۰۸ نفر جمعیت دارد و ۵ متر بالاتر از سطح دریا واقع شده‌است.